# Mulungu (Ceará)
Mulungu é um município brasileiro do estado do Ceará. Localiza-se a uma latitude 04º18'20" sul e a uma longitude 38º59'47" oeste, estando a uma altitude de 801 metros. Sua população estimada em 2021 foi de 11 056 habitantes. Possui uma área de 134,594 km².
Fica localizado no Maciço de Baturité, a 120Km de Fortaleza. Possui clima ameno, com temperatura média de 20º. Faz parte do Polo Serra de Guaramiranga.

## Etimologia
O topônimo Mulungu tem origem na árvore Erytrina mulungu conhecida pelos nomes comuns de murungu, mulungu-coral, molungo, sendo endêmica do Brasil, muito comum nos biomas Cerrado, Caatinga, Amazônia e Mata Atlântica. Segundo a tradição oral havia uma grande árvore que servia como abrigo aos comboieiros que comercializavam produtos entre Olho d'Água e Canindé, essa árvore estaria situada na sede do município e deu origem ao nome do local.

## História
Mulungu foi elevado à categoria de vila pelo Decreto estadual nº 29, de 23 de junho de 1890. Contudo, a lei estadual nº 550 de 25 de agosto de 1899 extinguiu o município, anexando seu território ao município de Baturité. Um ano depois é elevado novamente à categoria de vila pela lei estadual nº 602 de 6 de agosto de 1900. Sendo novamente extinta pela lei nº 1887 de 15 de outubro de 1921, mais uma vez anexada ao município de Baturité. Em 1929 é elevada à condição de vila com a mesma denominação e dois anos depois rebaixada à categoria de distrito, sendo anexado ao município de Pacoti. Elevado finalmente à categoria de município com a denominação de Mulungu, pela lei estadual nº 3556, de 14-03-1957, desmembrado de Pacoti. Sede no antigo distrito de Mulungu. Constituído do distrito sede. Instalado em 24-03-1957.
A freguesia de São Sebastião do Mulungu foi instituída por provisão do Bispo D. Joaquim José Vieira datada de 7 de setembro de 1895 desmembrando-se da freguesia de Conceição da Serra (atual Guaramiranga). 

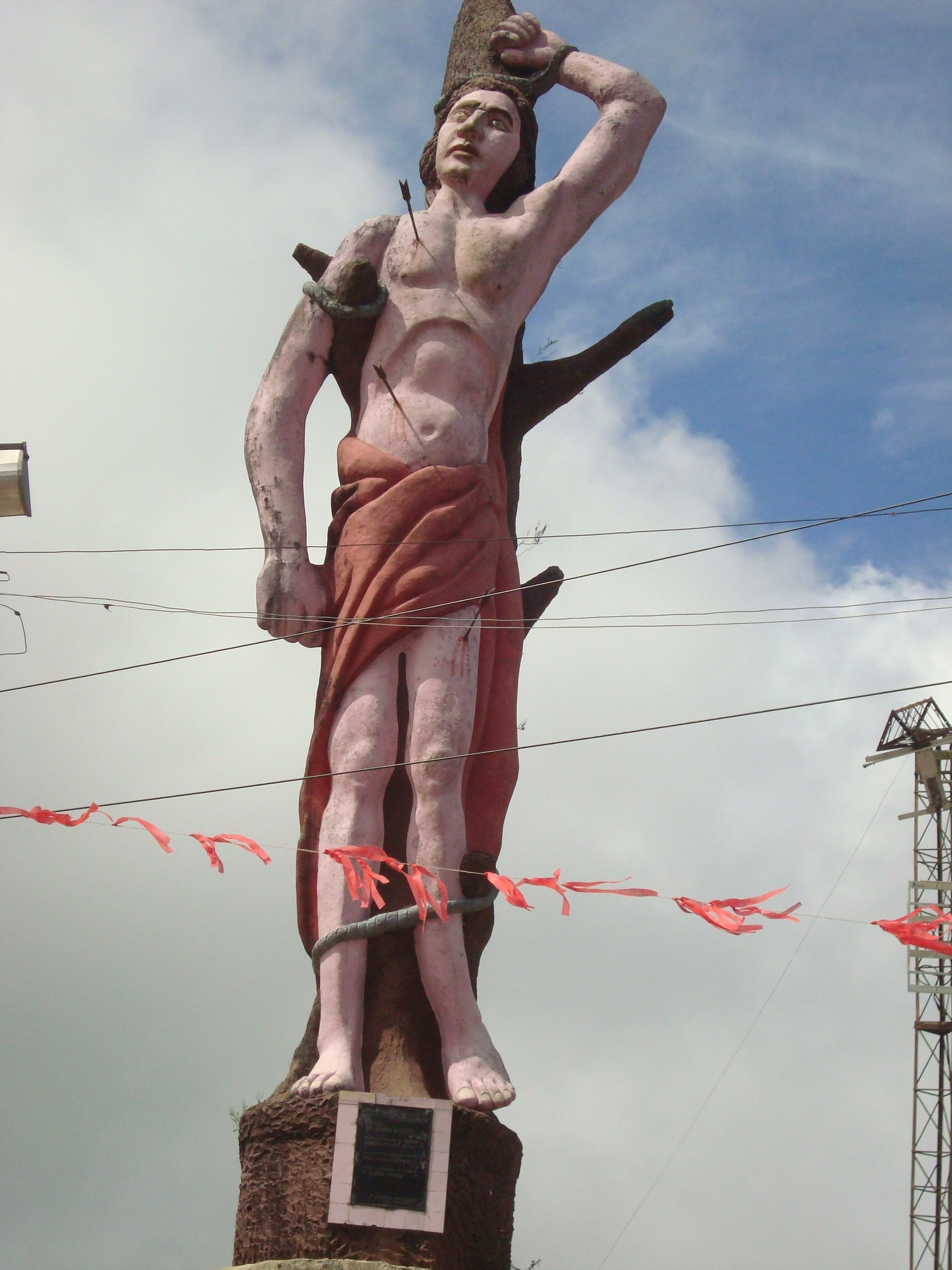
Estátua de São Sebastião em Mulungu